# Fratton
Fratton – dzielnica w Portsmouth, w Anglii, w Hampshire, w dystrykcie (unitary authority) Portsmouth. W 2011 dzielnica liczyła 15 314 mieszkańców. Fratton jest wspomniana w Domesday Book (1086) jako Frodintone.